# Linda rubescens
Linda rubescens är en skalbaggsart. Linda rubescens ingår i släktet Linda och familjen långhorningar.

## Underarter
Arten delas in i följande underarter:
- L. r. rubescens
- L. r. frontalis